# Girolamo Francesco Zanetti
Girolamo Francesco Zanetti (né en 1713 Venise et mort le 16 décembre 1782 à Padoue) est un archéologue italien.

## Biographie
Girolamo Francesco Zanetti nait à Venise en 1713. Formé dans les langues grecque et latine, il s’applique à l’étude des monuments de l’antiquité et du moyen âge, et se fait connaître par des dissertations sur divers points, encore obscurs de l’histoire de Venise et de l’Italie. Sa réputation s’étend en France. Il remporte deux prix à l’Académie des inscriptions et belles-lettres, l’un, en 1764, par un mémoire sur l’état de la civilisation de l’Égypte avant le règne des Ptolémées ; et le second, en 1769, par un nouveau mémoire sur les attributs divers de Saturne et de Rhéa chez les différents peuples de la Grèce et de l’Italie. Après la mort de son frère, il ne put obtenir de lui succéder dans la place de bibliothécaire, qui est conférée à l’abbé Morelli ; mais à l’époque de la réorganisation de l’Université de Padoue, il y est nommé professeur en droit. Il meurt en cette ville le 16 décembre 1782.

## Œuvres
- Ragionamento dell’origine e dell’antichità della moneta Veneziana, aggiuntavi una dissertazione: de nummis regum Mysiæ seu Rasciæ ad venetos typos percussis, Venise, 1750, in-8°, et dans le recueil d’Argelati De monetis Italiæ, t. 3, Append. 1, p. 22. L’auteur prouve que Venise avait déjà ses monnaies particulières en 848.
- Sigillum æreum Alesinæ e marchionibus Montisferrati, ibid., 1751, in-8° de 43 pages, et dans la seconde décade des Symbolæ litterar. de Gori, t. 3, p. 81-130. Il avait acheté ce sceau d’un antiquaire qui, prenant la figure pour celle de la Vierge, le regardait comme une amulette apportée à Venise de Constantinople après la prise de cette ville ;
- Osservazioni intorno ad un papiro di Ravenna ed alcune antichissime pergamene Veneziane, ibid., 1751, in-fol. ;
- Nuova trasfigurazione delle lettere etrusche, ibid., 1751, in-4°. Son but dans cet opuscule est de prouver que les caractères runiques ne différent pas des lettres étrusques.
- Urna contarena nunc primum tentata perbrevi disquisitione , ibid., 1752, in-4° ;
- Due antichissime inscrizioni spiegate, ibid., 1755, in-4°, fig. L’explication que Zanetti donne de ces inscriptions est on ne peut plus fautive. Il ne s’était pas même aperçu que l’une des deux est écrite en vers. Le P. Edouard Corsini en donna, l’année suivante, une explication beaucoup meilleure. Barthélémy regrettait d’avoir été prévenu dans ce dessein par Corsini, qui n’a pas su tirer de ce monument tout l’avantage qu’il offrait (Lettre au comte de Caylus, 10 nov. 1756) ;
- Dell’origine di alcune arti principali appresso i Veneziani libri due, ibid., 1758, in-4°. Le but de l’auteur est de prouver que Venise est une des premières villes de l’Italie où les arts aient été cultivés.
- Descrizione di un antichissimo papiro del VI secolo, ibid., 1763. in-fol. ;
- Lettera intorno ad alcune iscrizioni votive e militari scopertesi nella Dalmazia, Padoue, 1764, in-4° ;
- Chronicon venetum omnium quæ circumferuntur vetustissimum et Joann. Sagornino vulgo tributum, e mss. cod. Apostol. Zeno, cum mss. codd. vaticanis collatum, notisque illustratum, Venise, 1765, in- 8° ;
- Discorso di una statua disoterrata presso i Bagni di Abano, etc., ibid., 1766, in-4° ;
- Dichiarazione di un papiro scritto nell’anno settimo dell’imperio di Giustino il Giovine, ibid., 1768, in-fol. ;
- Dissertazione di una moneta antichissima e ora per la prima volta pubblicata del doge di Venezia Pietro Polani, ibid., 1769, in-8°. Genari, successeur de Zanetti, à l’académie de Padoue, y prononça son Éloge en latin ; mais on en trouve un plus étendu, avec la liste de ses ouvrages dans le Giornale letterario du P. Contini, 1783, p. 223, et dans le t. 2, p. 16, des Saggi scientifici, etc., de l’académie de Padoue.

## Sources et références
- « Girolamo Francesco Zanetti », dans Louis-Gabriel Michaud, Biographie universelle ancienne et moderne : histoire par ordre alphabétique de la vie publique et privée de tous les hommes avec la collaboration de plus de 300 savants et littérateurs français ou étrangers, 2e édition, 1843-1865 [détail de l’édition]